# 섬마을 쌤
《섬마을 쌤》은 2013년 11월 19일부터 2014년 2월 3일까지 tvN에서 방송된 리얼리티 프로그램이다.

## 출연자
- 샘 해밍턴
- 브래드(버스커 버스커)
- 아비가일 알데레떼
- 샘 오취리